# Бенеден-Мерведе

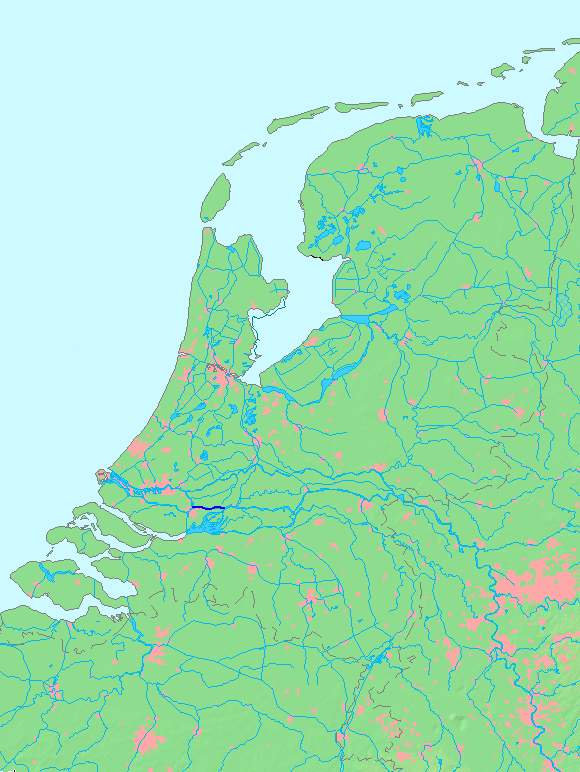
Бенеден-Мерведе (синяя полоска) в дельте Рейна и Мааса

Бенеден-Мерведе (нидерл. Beneden Merwede, «Нижняя Мерведе») — река в Нидерландах в дельте Рейна и Мааса. Длина реки — 15 км.
Начинается от Хардинксвелд-Гиссендама, где от реки Бовен-Мерведе отходит на юго-запад канал Ньиве-Мерведе, и течёт на запад до Папендрехта, где разделяется на реки Норд и Ауде-Маас. Является одним из основных транспортных путей для судов, идущих из Роттердама в Германию.